# Kosewo (gmina Pomiechówek)
Kosewo – wieś sołecka w Polsce położona w województwie mazowieckim, w powiecie nowodworskim, w gminie Pomiechówek.
Wieś Kossowo należała do starostwa zakroczymskiego w 1617 roku. W II poł. XIX wieku wieś liczyła 394 mieszkańców i znajdowała się w niej szkoła oraz dwie karczmy.
W latach 1954–1959 wieś należała i była siedzibą władz gromady Kosewo, po jej zniesieniu w gromadzie Modlin Stary, w latach 1969-1972 powtórnie należała i była siedzibą gromady Kosewo. W latach 1975–1998 miejscowość należała administracyjnie do województwa warszawskiego. W 2009 roku liczyła 184 mieszkańców.
We wsi znajduje się zabytkowy Fort II Twierdzy Modlin, budowany w latach 1883–1888 i przebudowany po 1894, na terenie którego mieści się jednostka wojskowa.
Przez lasy na północ od Kosewa przebiega czerwony szlak pieszy. Na południowy zachód od wsi jest położony port lotniczy Warszawa-Modlin.